# Michaël Guigou
Michaël Guigou (Apt (Vaucluse), 28 de janeiro de 1982) é um handebolista profissional francês, tricampeão olímpico.

## Carreira
Guigou integrou a Seleção Francesa de Handebol no Rio 2016, conquistando a medalha de prata.